# Phyllodytes wuchereri
Phyllodytes wuchereri é uma espécie de anfíbio da família Hylidae. Endêmica do Brasil, pode ser encontrada nos municípios de Caravelas, São José da Vitória e Itamari, no estado da Bahia.